# Yésica Toscanini
Pour les articles homonymes, voir Toscanini.
 (août 2011).
Yésica Toscanini (née le 9 mars 1986 à Junín, Argentine) est une mannequin argentine.